# ديني دنت
دينّي دنت (بالإنجليزية: Denny Dent)‏ هو رسام أمريكي، ولد في 5 أبريل 1948 في أوكلاند في الولايات المتحدة، وتوفي في 29 مارس 2004 بسبب نوبة قلبية.